# Тома Санкара

Томас Санкара е президент на Буркина Фасо от 4 август 1983 до убийството си на 15 октомври 1987 г.

## Биография
След като е назначен за министър-председател през 1983 г., споровете с действащото правителство довеждат до евентуалното затваряне на Санкара. Докато той е под домашен арест, група революционери завземат властта от негово име с подкрепян от народа преврат по-късно същата година. На 33-годишна възраст Санкара става президент на Република Горна Волта и започва безпрецедентна поредица от социални, екологични и икономически реформи. През 1984 г. Санкара ръководи преименуването на страната на Буркина Фасо („Земя на неподкупните хора“), като хората ѝ се наричат Буркина Фасо („праведни хора“). Външната му политика е съсредоточена върху антиимпериализма и той отхвърля заеми и капитали от организации като Международния валутен фонд.
След основното си военно обучение в средното училище през 1966 г., Санкара започва военната си кариера на 19-годишна възраст. Година по-късно е изпратен в Мадагаскар за офицерско обучение в Анцирабе, където става свидетел на народни въстания през 1971 и 1972 г. срещу правителството на Филиберт Циранана. През този период той за първи път прочита трудовете на Карл Маркс и Владимир Ленин, които оказват дълбоко влияние върху политическите му възгледи до края на живота му. Завръщайки се в Горна Волта през 1972 г., той се бие в гранична война между Горна Волта и Мали до 1974 г. Той печели слава с представянето си в конфликта, но години по-късно се отрича от боевете като „безполезни и несправедливи“, отражение на нарастващото му политическо съзнание. Той също става популярна фигура в столицата Уагадугу.
Държавният преврат, организиран от Блез Компаоре, прави Санкара президент на 4 август 1983 г. на 33-годишна възраст. Държавният преврат е подкрепен от Либия, която по това време е на ръба на война с Франция в Чад. Санкара се идентифицира като революционер и се вдъхновява от примерите на кубинците Фидел Кастро и Че Гевара и военния лидер на Гана Джери Ролингс. Като президент той насърчава „Демократичната и народна революция“ (Révolution démocratique et populaire, или RDP). Идеологията на революцията е определена от Санкара като антиимпериалистическа в реч на 2 октомври 1983 г., Discours d'orientation politique (DOP), написана от неговия близък сътрудник Валер Соме. Неговата политика е ориентирана към борба с корупцията и насърчаване на залесяването.
На 4 август 1984 г., първата годишнина от възкачването си, той преименува страната на Буркина Фасо, което означава „земя на честните хора“ на Муре и Дюла, двата основни езика на страната. Той също така му дава ново знаме и написва нов национален химн (Ditanyè).

На 15 октомври 1987 г. Санкара и дванадесет други служители са убити при държавен преврат, организиран от бившия му колега Блез Компаоре. Когато обяснява свалянето му, Компаоре заявява, че Санкара застрашава външните отношения с бившата колониална сила Франция и съседния Кот д'Ивоар и обвинява бившия си другар в заговор за убийство на опоненти. Принс Джонсън, бивш либерийски военачалник, съюзник на Чарлз Тейлър и убиец на либерийския президент Самюъл Доу, чиито последни часове от живота са заснети, каза пред Комисията за истина и помирение на Либерия, че е проектиран от Чарлз Тейлър. След преврата и въпреки че се знае, че Санкара е мъртъв, някои CDR оказват въоръжена съпротива срещу армията в продължение на няколко дни. Според Халуна Траоре, единственият оцелял от убийството на Санкара, Санкара е присъствал на среща със Съвета на Антантата. Неговите убийци изтъкват Санкара и го екзекутират. След това убийците стреляха по присъстващите на срещата, убивайки още 12 души. Тялото на Шанкара е надупчено с куршуми в гърба и той бързо е погребан в необозначен гроб, докато вдовицата му Мариам и двете му деца бягат от страната. Компаоре незабавно отменя национализациите, отменя почти всички политики на Санкара, присъединява се към Международния валутен фонд и Световната банка, за да привлече „отчаяно необходими“ средства за възстановяване на „разбитата“ икономика и в крайна сметка отхвърля по-голямата част от наследството на Санкара. Диктатурата на Компаоре остава на власт в продължение на 27 години, докато не е свалена от народни протести през 2014 г.